# Susanne Schmidt (Ruderin)
Susanne Schmidt (* 14. November 1974 in Berlin) ist eine ehemalige deutsche Ruderin.
Der in Ost-Berlin geborenen Susanne Schmidt gelang erst 2000 der Durchbruch. Die 1,91 m große Ruderin vom Ruder-Club Tegel 1886 gewann von 2000 bis 2003 den deutschen Meistertitel im Achter. 2001 und 2002 siegte sie auch mit dem Vierer. International trat sie von 2000 bis 2004 im deutschen Frauenachter an. Bei den Weltmeisterschaften 2001 belegte Schmidt mit dem Achter den dritten Platz. 2002 siegte der deutsche Frauenachter bei allen drei Regatten im Ruder-Weltcup, bei den Weltmeisterschaften erhielt das Boot wie im Vorjahr die Bronzemedaille. 2003 belegte der deutsche Frauenachter im Ruder-Weltcup zweimal den zweiten Platz, gewann aber die Goldmedaille bei den Weltmeisterschaften in Mailand. In der Saison 2004 belegte der Achter in den Weltcupregatten die Plätze eins, drei und sechs. Nach dem fünften Platz bei den Olympischen Spielen in Athen wechselte Susanne Schmidt vom Riemenrudern zum Skullrudern. 2005 gewann Susanne Schmidt mit dem deutschen Doppelvierer die Silbermedaille bei den Weltmeisterschaften in Gifu. 2006 in Eton erhielt sie zusammen mit Britta Oppelt die Silbermedaille im Doppelzweier. Susanne Schmidt war noch bis 2008 im Weltcup dabei, konnte sich aber nicht mehr für die Olympischen Spiele 2008 qualifizieren.